# Can Teixidor (Montseny)
Can Teixidor és una obra de Montseny (Vallès Oriental) inclosa a l'Inventari del Patrimoni Arquitectònic de Catalunya.

## Descripció
Algunes parts de l'edifici principal han estat restaurades recentment. La façana porta la data de 1958. En ella s'ha de destacar un rellotge de sol amb la inscripció "Jo sense sol i tu sense fe no som res". El més interessant és una dependència de maçoneria vista, amb terrabastall i un dels angles roms, sense vèrtex. Pel que fa a l'edifici principal, cal dir que a la part posterior té un angle mort, on modernament s'hi ha afegit una petita continuació de la casa, sense pis.